# P450オキシドレダクターゼ
P450オキシドレダクターゼ(P450 oxidoreductase; POR)はNADPHからシトクロムP450酵素群に電子を伝達する酵素であり、膜結合型フラボタンパク質である。小胞体に存在するシトクロムP450酵素群はすべてPORからの電子供給に依存しており、PORの欠損は様々な異常を引き起こす（P450オキシドレダクターゼ欠損症）。細胞内のコレステロールの低下と様々な骨奇形、Antley-Bixler症候群、ステロイドの異常値が起きうる。PORをノックアウトしたマウスは胚性致死であるが、肝臓特異的ノックアウトの場合には一見正常なマウスが生まれる（ただし肝臓には脂肪が蓄積し、薬物代謝が遅滞する）。